# Pristimantis colodactylus
Pristimantis colodactylus är en groddjursart som först beskrevs av Lynch 1979.  Pristimantis colodactylus ingår i släktet Pristimantis och familjen Strabomantidae. IUCN kategoriserar arten globalt som sårbar. Inga underarter finns listade i Catalogue of Life.